# Kanton Barentin
Der Kanton Barentin ist seit 2015 ein französischer Wahlkreis im Arrondissement Rouen im Département Seine-Maritime in der Region Normandie; sein Hauptort ist Barentin.

## Gemeinden
Der Kanton besteht aus 21 Gemeinden mit insgesamt 40.361 Einwohnern (Stand: 1. Januar 2022) auf einer Gesamtfläche von 233,72 km²:
| Gemeinde                      | Einwohner 1. Januar 2022 | Fläche km² | Dichte Einw./km² | Code INSEE | Postleitzahl |
| ----------------------------- | ------------------------ | ---------- | ---------------- | ---------- | ------------ |
| Anneville-Ambourville         | 1.161                    | 20,33      | 57               | 76020      | 76480        |
| Bardouville                   | 602                      | 8,61       | 70               | 76056      | 76480        |
| Barentin                      | 12.227                   | 12,74      | 960              | 76057      | 76360        |
| Berville-sur-Seine            | 542                      | 7,01       | 77               | 76088      | 76480        |
| Blacqueville                  | 683                      | 10,02      | 68               | 76099      | 76190        |
| Bouville                      | 1.029                    | 12,48      | 82               | 76135      | 76360        |
| Duclair                       | 4.017                    | 10,02      | 401              | 76222      | 76480        |
| Épinay-sur-Duclair            | 516                      | 6,61       | 78               | 76237      | 76480        |
| Hénouville                    | 1.393                    | 10,69      | 130              | 76354      | 76840        |
| Jumièges                      | 1.743                    | 18,75      | 93               | 76378      | 76480        |
| Le Mesnil-sous-Jumièges       | 612                      | 6,84       | 89               | 76436      | 76480        |
| Le Trait                      | 4.742                    | 17,52      | 271              | 76709      | 76580        |
| Mauny                         | 151                      | 10,19      | 15               | 76419      | 76530        |
| Quevillon                     | 591                      | 11,23      | 53               | 76513      | 76840        |
| Saint-Martin-de-Boscherville  | 1.528                    | 12,91      | 118              | 76614      | 76840        |
| Saint-Paër                    | 1.318                    | 18,36      | 72               | 76631      | 76480        |
| Saint-Pierre-de-Varengeville  | 2.301                    | 13,18      | 175              | 76636      | 76480        |
| Sainte-Marguerite-sur-Duclair | 2.032                    | 7,26       | 280              | 76608      | 76480        |
| Villers-Écalles               | 1.716                    | 7,41       | 232              | 76743      | 76360        |
| Yainville                     | 1.033                    | 3,31       | 312              | 76750      | 76480        |
| Yville-sur-Seine              | 424                      | 8,25       | 51               | 76759      | 76530        |
| Kanton Barentin               | 40.361                   | 233,72     | 173              | 7601       | –            |